# Жозе Рібейру
Жозе Рібейру (порт. José Ribeiro, нар. 2 листопада 1957, Віла-Нова-да-Баркіня) — португальський футболіст, що грав на позиції лівого півзахисника, зокрема, за клуби «Віторію» (Гімарайнш), «Академіку» (Коїмбра) та «Боавішту», а також національну збірну Португалії.

## Клубна кар'єра
У дорослому футболі дебютував 1976 року виступами за команду «Агуаш де Моура», де 19-річного гравця помітили скаути «Віторії» (Сетубал), до якої він приєднався вже наступного року. Відразу закріпитися у команді рівня найвищого португальського дивізіону у гравця не вийшло і протягом 1979–1980 років він грав у друголігових «Уніан ді Томар» та «Уніан ді Коїмбра».
Своєю грою за останню команду привернув увагу представників тренерського штабу «Віторії» (Гімарайнш), до складу якої приєднався 1980 року. Відіграв за клуб з Гімарайнша наступні два сезони своєї ігрової кар'єри, після чого протягом сезону грав за «Амору».
1983 року уклав контракт з «Академікою» (Коїмбра), якій у першому ж сезоні допоміг виграти Сегунду і підвищитися у класі до Прімейри. У найвищому дивізіоні наступного сезону був одним з основних бомбардирів «Академіки», за яку забив 11 голів у 29 іграх першості.
Згодом провів ще по два сезони у Прімейрі за «Боавішту» і «Фаренсе», а завершував ігрову кар'єру у друголіговому «Ольяненсі» у сезоні 1989/90.

## Виступи за збірну
1985 року провів дві гри у складі національної збірної Португалії.
Наступного року був включений до заявки португальців на чемпіонат світу 1986 року у Мексиці, проте в іграх мундіалю на поле не виходив, після його завершення до лав національної команди не викликався.